# Bactrocera abdomininigra
Bactrocera abdomininigra
 es una especie de díptero que Drew describió por primera vez en 1989. Bactrocera abdomininigra pertenece al género Bactrocera de la familia Tephritidae.